# Hieronimo Miani
Hieronimo Miani (født før 1739 – død efter 1746) var en italiensk maler.
Hieronimo Miani var fra Venedig og kom til Danmark sidst i Frederik 4.'s eller først i Christian 6.'s tid. Han gjorde et stort plafondbillede og flere større figurmalerier til Christiansborg og malede Frederik 5. da han var kronprins til hest, hvilket billede han selv stak. Stikket er tarveligt, og efter det at dømme har maleriet også været det. Efter Hendrik Krocks død i 1738 trådte Miani og Louis-Augustin le Clerc i spidsen for "Tegne- og Malerakademiet", som nu fik lokale i Mianis bolig ved Gammelstrand; det talte kun 10-12 "Discentes", blandt disse Johannes Wiedewelt, og nød ved kongelig resolution af 24. august 1740 en subvention på 500 Rdl. Kurant af kongens partikulærkasse. Med disse få skillinger kunne akademiet selvfølgelig ingen vegne komme, og det var da også den rene elendighed, da Nicolai Eigtved greb styret, tre år efter, at Miani med en ham 1745 tilstået kongelig gave af 500 Rdl. K. forlod Danmark og vendte tilbage til Italien. Hans senere skæbne er ubekendt.

## Ekstern henvisning
- Hieronimo Miani på Kunstindeks Danmark/Weilbachs Kunstnerleksikon